# Soulfly
Soulfly är ett amerikanskt metalband som bildades i Phoenix, Arizona. Ursprungliga lyriska teman kretsade kring andlighet och religion, men texterns omfattar numera även andra ämnen, inklusive krig, våld, hat, ilska och aggression. 
Soulfly leds av frontmannen Max Cavalera, som bildade bandet efter att han lämnade thrash metal-bandet Sepultura 1996.
Själva namnet Soulfly symboliserar alla dödas själar som flyger omkring, enligt en brasiliansk sägen.

## Medlemmar
Nuvarande medlemmar
- Max Cavalera – rytmgitarr, sång, berimbau, sitar (1997– ), basgitarr (2000) (Killer Be Killed, ex-Sepultura, ex-Nailbomb, Cavalera Conspiracy)
- Zyon Cavalera – trummor (2012, 2013– ) (ex-Lody Kong, ex-Mold Breaker)
- Mike Leon – basgitarr (2015– ) (ex-Havok)

Tidigare medlemmar
- Marcelo "Cello" Dias – basgitarr (1997–2003)
- Roy Mayorga – trummor (1997–1999, 2001–2003) (Stone Sour)
- Jackson Bandeira – sologitarr (1997–1998)
- Logan Mader – gitarr  (1998–1999) (ex-Machine Head, ex-Medication)
- Mikey Doling – gitarr (1999–2003) (Snot)
- Joe Nuñez – trummor (2000–2001, 2003–2011)
- Bobby Burns – basgitarr (2003–2010) (Primer 55)
- Tony Campos – basgitarr (2011–2015 ) (ex-Static X, ex-Ministry, ex-Prong, ex-Possessed, Asesino)
- David Kinkade – trummor (2011–2012) (ex-Borknagar, ex-Malevolent Creation)
- Marc Rizzo – sologitarr, akustisk gitarr (2003–2021) (Ill Nino, ex-Inpsychobleedia)

Livemedlemmar
- Dave Chavarri – trummor (1999)
- Kanky Lora (Juan Carlos Lora) – trummor (2013, 2014, 2015, 2016– ) (ex-Inpsychobleedia, ex-Santuario, ex-Straight Line Stitch)
- Dave Ellefson – basgitarr (2006) (Megadeth, ex-Tim "Ripper" Owens)
- Dan Lilker – basgitarr (2006) (ex-Brutal Truth, Nuclear Assault, ex-Stormtroopers of Death, ex-Anthrax)
- Johny Chow – basgitarr (2010) (ex-Cavalera Conspiracy, ex-Fireball Ministry, Stone Sour)
- Zyon Cavalera – trummor (2011, 2012–2013)
- Igor Amadeus Cavalera – basgitarr (2015), keyboard, sång (2017–2018) (Go Ahead and Die, ex-Mold Breaker, ex-Lody Kong)

## Diskografi
Studioalbum
- Soulfly (1998)
- Primitive (2000)
- ॐ (2002)
- Prophecy (2004)
- Dark Ages (2005)
- Conquer (2008)
- Omen (2010)
- Enslaved (2012)
- Savages (2013)
- Archangel (2015)
- Ritual (2018)
- Totem (2022)

EP
- Tribe (1999)
- Blood Fire War Hate (Digital EP) (2008)
- Live Ritual NYC MMXIX (Digital EP) (2020)

Singlar
- Bleed (1998)
- Umbabarauma (1998)
- Tribe (1999)
- Back to the Primitive (2000)
- Unleash (2008)
- Rise of the Fallen (2010)
- World Scum (2012)
- Bloodshed (2013)
- We Sold Our Souls to Metal (2015)
- Evil Empowered (2018)

Video
- Bleed (1998)
- Back To The Primitive (2000)
- Seek 'N' Strike (2002)
- Prophecy (2004)
- Roots Bloody Roots (live) (Sepultura cover) (2005)
- Carved Inside (2005)
- Frontlines (2005)
- Innerspirit (2006)
- Unleash (2008)
- Rise Of The Fallen (2010)
- World Scum (2012)
- Bloodshed (2013)
- Archangel (2015)

## Videografi
- The Song Remains Insane (2005)